# Chisos Mountains
Chisos Mountains je pohoří v Národním parku Big Bend, na jihu Brewster County, na západě Texasu.
Pohoří leží severně od řeky Rio Grande, která zde tvoří hranici s Mexikem.
Nejvyšší horou je Emory Peak (2 385 m).
Název pohoří pochází pravděpodobně ze španělského slova hechizos, což značí okouzlující.

## Geografie a vegetace
Chisos Mountains se rozkládá z jihozápadu na severovýchod v délce více než 30 kilometrů. Vegetaci pohoří tvoří především douglasky tisolisté, topoly, cypřiše arizonské, javory, borovice těžké a planiky.

## Geologie
Chisos Mountains vzniklo v období kenozoika. Původní horniny z období křídy, stáří 144 až 66 miliónů let, byly vyzdviženy do současné podoby. Tyto horniny je tak možné nalézt ve vyšších polohách pohoří.